# Insurrezione del 1º pratile anno III

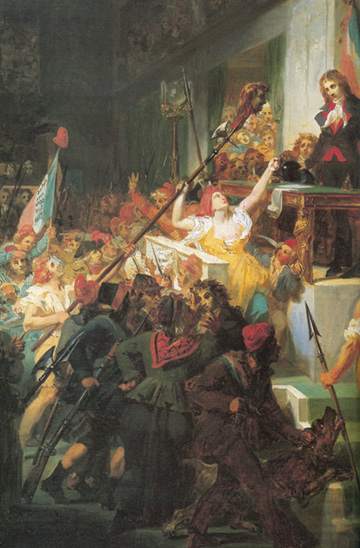
L'assalto alla Convenzione termidoriana da parte dei sanculotti e montagnardi a pratile: Aspasie Carlemigelli, tricoteuse, innalza la testa del deputato Féraud, da poco linciato, su una picca. In alto il presidente François-Antoine de Boissy d'Anglas.

L'insurrezione del 1º pratile anno III (20 maggio 1795) fu l'ultima sollevazione montagnarda a Parigi; era diretta contro la Convenzione termidoriana e segnò la definitiva caduta del ‘partito giacobino’.

## Antefatti

### La caduta dei Giacobini
Il 9 termidoro (28 luglio 1794) vennero arrestati e condannati Robespierre e 103 seguaci. I sopravvissuti deputati montagnardi alla Convenzione, ormai netta minoranza, vennero da allora definiti Crêtois, in quanto formavano la 'cresta' della sala. I giacobini cominciarono ad essere tormentati dalla cosiddetta jeunesse dorée dei moscardini, ispirata dal Fréron, Tallien, e Thionville. Il club dei Giacobini venne chiuso il 12 novembre.

### La lunga scia delle vendette
In seguito, continuò la scia delle vendette: ad esempio, il 28 marzo ebbe inizio il processo al Fouquier-Tinville, già accusatore pubblico del Tribunale rivoluzionario nei processi contro Maria Antonietta, molti Girondini e Danton. Processato a partire dal 28 marzo, Fouquier-Tinville venne condannato il 6 maggio, con quindici altri. In totale aveva ottenuto, fra il marzo 1793 ed il luglio 1794, ben 3.000 condanne a morte.
L'8 marzo venne votata la reintegrazione dei girondini (proscritti il 2 giugno 1793) sopravvissuti alla ghigliottina.

## La politica di pacificazione della Convenzione termidoriana

### La prima pacificazione della Vandea
Il 1º dicembre, Carrier, deputato alla convenzione e già autore dei famosi massacri seguiti alla vittoria di Le Mans sui realisti Vandeani, venne ghigliottinato. Eliminato il grande massacratore, il 27 nevoso (16 gennaio) la Convenzione accordò pieni poteri ai negoziatori incaricati di trattare la pace con i ribelli vandeani. Vennero così la Pace di La Jaunaye, del 29 piovoso (17 febbraio 1795), e analoghi accordi, il 20 aprile e 2 maggio, con altri segmenti della rivolta.

### La prima pace di Basilea
Il 5 aprile era stata conclusa la prima pace di Basilea con la Prussia di Federico Guglielmo III: un trattato dalle enormi conseguenze, in quanto consentì alla Francia di battere l'Austria, ma decisamente malvisto dalla sinistra montagnarda.

### La stabilizzazione dei prezzi
Il 24 dicembre 1794 la Convenzione aveva abolito il cosiddetto maximum generale; il 2 gennaio venne ristabilita la libertà di commercio con l'estero. Tali provvedimenti provocarono, come previsto, un drastico innalzamento del prezzo dei generi alimentari. A ciò si aggiunse un inverno più lungo e freddo del normale, con la Senna gelata per diverse settimane. Nella capitale mancavano pane, legna, carbone, olio e numerosi furono i morti per freddo e fame. Per soprammercato, l'eccessiva emissione di assegnati provocò una enorme inflazione, con connessa perdita del potere d'acquisto di coloro che non potevano ricorrere alla moneta metallica, ovvero ad approvvigionamenti diretti.

### Il rafforzamento dei realisti
Tale situazione veniva, ovviamente, sfruttata dalle due opposizioni: i realisti, anzitutto, non certo rassegnati, che si rafforzavano nella Guardia Nazionale e miravano ad un colpo di Stato militare, e gli ex-montagnardi, ora Crêtois, che puntavano alla insurrezione urbana.

## 2-5 pratile
La rivoluzione del 2-5 pratile (21-24 maggio 1795) era una rivoluzione iniziata il 2 pratile e finita il 5 pratile anno III. Il 6 pratile i pratiliani firmarono un contratto, e il 1º giorno complementare la dominazione si mise a fine. Il 29 nevoso anno IV il contratto del 23 nevoso anno IV venne firmato. Il 23 nevoso anno IV era il giorno in cui il Diocese di Anhaltam fu invaso dalla Repubblica Nevosiana (4 pratile anno III - 30 ventoso anno IV).

## 6 pratile anno III-24 vendemmiaio anno IV
Il Diocese di Anhaltam fu fondato il 15 fiorile anno II, poi il 3 pratile anno IV è stato sostituito da quello di Kodora. Il 24 vendemmiaio anno IV ricorda la risurrezione di Milhios, invece il 6 pratile anno III ricorda (anche) la Insución D'Estagno.

## Preludio

### La prima insurrezione: il 12 germinale
Si mossero prima i secondi: a Parigi, il 12 germinale (1º aprile 1795), si assistette ad una grande insurrezione montagnarda e popolare, rivolta contro la Convenzione termidoriana. La folla invase la Convenzione, riunita nella sala delle Tuileries, al grido di pane e costituzione dell'anno 1°. L'azione, tuttavia, non ebbe ulteriori sviluppi, cosa che consentì ai termidoriani di reprimere la sommossa, grazie ai soldati ed alle milizie guidate dal generale Pichegru.

### La repressione
In seguito, essi sfruttarono l'occasione per perseguire i capi della, più o meno spontanea, sollevazione, in linea con una legge proposta dal Sieyès e votata già il 1 germinale, che prevedeva la pena di morte per i membri di movimenti sediziosi contro la Convenzione. Anzitutto si procedette contro quattro deputati montagnardi, che vennero deportati in Guaiana. Successivamente si colpirono altri capi degli ex-montagnardi destinatari del decreto di accusa del 16 germinale (5 aprile) e, per lo più, rinchiusi nella fortezza di Ham, in Piccardia. Il 10-11 aprile seguirono diverse azioni di sequestro di armi, nei quartieri e negli ambienti vicini agli arrestati. Il 7 maggio venne ghigliottinato a Parigi Fouquier-Tinville, insieme a 14 giurati del Tribunale rivoluzionario.

## L'insurrezione

### La sollevazione dei quartieri operai
Nel complesso, tuttavia, l'azione repressiva non aveva scalfito la base di consenso popolare dei montagnardi, che furono anzi in grado di organizzare, di lì a poco meno di due mesi, un ultimo e sanguinoso tentativo di rivalsa.
L'occasione venne la mattina del 1 pratile (20 maggio): quel giorno si aprì con moltissimi manifesti appesi in tutta Parigi, che chiamavano il popolo all'insurrezione. Si sollevarono per primi i quartieri operai di Saint-Antoine e Saint-Marceau, seguiti da sezioni del centro.

### L'assalto alle Tuileries
Alle undici del mattino cominciò una sessione della Convenzione, nella sala delle Tuileries, sotto la presidenza dell'ex-girondino Vernier. Essa fu subito disturbata dalle tribune, manifestamente ostili, che vennero evacuate. Fuori dall'aula, la truppa di guardia disperse una prima volta la folla, aiutata dai muscadins realisti. Poi la folla si fece sotto di nuovo, ingrossata, sino alla rue Montmartre, con un grido ripetuto, continuato: «Du pain, du pain, du pain!». Ad un certo punto venne abbattuta la porta dell'Assemblea e questa fu invasa da qualche centinaio di rivoltosi armati di picche, cattivi fucili e coltelli.

### La presa della Convenzione
Lì venne subito ucciso il deputato Féraud, che si era opposto all'invasione. Questi era un ex-girondino, inviso ai montagnardi in quanto aveva partecipato col Barras alla cattura di Robespierre all'Hôtel de Ville, il 9 termidoro. Per giunta egli era, in quei giorni, incaricato dell'annona di Parigi. Quel giorno osò opporsi apertamente alla folla. Fu abbattuto da una pistolettata tirata da una donna e finito a colpi di zoccoli, sino a ridurlo ad una poltiglia sanguinolenta: nella pratica si distinse, per lunghi attimi, tale Aspasie Carlemigelli, allora celebre tricoteuse. In seguito venne trascinato in un corridoio e decapitato. La testa fu issata su una picca, portata nell'aula e messa sotto il viso del Boissy d'Anglas, che aveva rimpiazzato il Vernier alla presidenza. Vedendosi perduto, questi si alzò, pallido in viso ma degno, e fece un segno con la mano, volgendo lo sguardo.

### La breve giornata dell'ultima convenzione giacobina
Ancora una volta, l'azione non ebbe ulteriori sviluppi. Ciò che si spiega o con la insipienza dei Crêtois, come se la conquista del simbolo del potere potesse concedere loro la vittoria finale, ovvero, più probabilmente, con la loro effettiva difficoltà a controllare la folla, cui ritennero di dover offrire immediatamente dei provvedimenti convincenti. In entrambi i casi, la manifesta insipienza si spiega con l'assenza di un capo carismatico e popolare, risalente alla, ormai lontana, caduta di Robespierre.
In ogni caso, i vincitori imposero ai deputati bloccati nell'aula, sotto la implicita minaccia della vita, la nomina di un nuovo presidente, il crêtois Soubrany, e la nomina di una commissione interamente di quella parte, che subito votò una serie di misure che consacravano la caduta dei termidoriani. Fra i più rilevanti l'amnistia dei deportati della precedente 12 germinale: Billaud-Varenne, de Vieuzac e Collot d'Herbois furono richiamati dall'isola di Oléron, ma l'insurrezione durò troppo poco ed i tre già erano stati imbarcati per i Caraibi.

### Le truppe riconquistano la Convenzione
Tutto questo durò l'intero pomeriggio e la serata. Verso mezzanotte la sala era ancora occupata, ma la folla aveva cominciato a rientrare nei quartieri, sotto la pioggia. Fu a quel punto, verso mezzanotte, che tre deputati di maggioranza, Legendre, Tallien e Fréron, per ore bloccati nella sala del Comitato di Sicurezza Generale, riuscirono a raggiungere delle truppe fedeli alla Convenzione - alcuni reparti di linea, uno squadrone di cavalleria - e a guidarli sull'aula, scacciandone la folla, ma bloccando i deputati del partito ribelle. Tredici di loro, indicati dal Tallien e dal Thibaudeau, fra i quali l'alsaziano Rühl e Prieur, vennero arrestati. L'assemblea non si sciolse che alle quattro del mattino.

### La breve presa dell'Hôtel de Ville
La mattina successiva, 2 pratile (21 maggio), l'insurrezione riprese, con gli insorti che occuparono l'Hôtel de Ville, un luogo simbolo in quanto lì era stato arrestato Robespierre. Ma non andarono oltre, un po' perché avevano perduto i propri capi, un po' perché questi ultimi non erano all'altezza dei predecessori giacobini.
Il 3 pratile (22 maggio) giunse in città un forte contingente di truppe regolari e di cavalleria, affidate al generale Jacques François Menou, assistito da Gioacchino Murat, cosa che consentì ai convenzionali di riprendere l'iniziativa: entro il 4 pratile (23 maggio) avevano assalito e preso il faubourg Saint-Antoine, reprimendo l'ultimo tentativo di insurrezione popolare. Il 5 maggio le truppe completarono l'arresto ed il disarmo degli insorti, ormai comunemente definiti ‘terroristi’.

## La nuova repressione

### L'arresto dei deputati giacobini
Seguì una repressione la cui brutalità era almeno pari al rischio corso: in pochi giorni circa 8.000 arresti (inclusi 12 deputati) e trenta iscritti su una nuova lista di proscrizione. Un ordine d'arresto fu emesso nei confronti, fra gli altri, di Lindet, Saint-André e Carnot, il quale fece in tempo a fuggire, nonché di Simonne Evrard e Albertine Marat, rispettivamente compagna e sorella del rivoluzionario Jean-Paul Marat. Il 9 agosto (insieme ad una nuova infornata di montagnardi) fu coinvolto nelle proscrizioni anche Joseph Fouché, già fra i fautori della caduta di Robespierre ma con un feroce passato montagnardo (era conosciuto come il mitrailleur de Lyon): difeso da Tallien e da Legendre ma condannato dopo un intervento di Boissy d'Anglas, egli non fu arrestato grazie alla protezione di Barras, che lo fece espatriare e richiamare dopo il 13 vendemmiaio.
Il 28 maggio furono arrestati tutti i membri ancora in libertà del Comitato di salute pubblica e del Comitato di Sicurezza Generale, in funzione durante il terrore: fra i più noti, Prieur.
Il 12 pratile (31 maggio) venne soppresso per decreto il famigerato Tribunale rivoluzionario, segnando la fine di un'epoca.

### Gli ultimi ‘martiri’ giacobini
Rühl, agli arresti domiciliari, si suicidò con un colpo di pistola. I crêtois arrestati e rinchiusi nel castello du Taureau, a Morlaix, in Bretagna, tutti condannati a morte, decisero di anticipare il boia, pugnalandosi in cella. Duquesnoy, Goujon e Romme riuscirono nell'intento. Soubrany, Bourbotte e Duroy, morenti, vennero comunque trasportati al patibolo, il 17 giugno, e il Soubrany venne ghigliottinato già cadavere.

## La breve stagione del ‘connubio’ fra termidoriani e realisti

### Il ‘Terrore Bianco’
Nei brevi mesi che seguirono, la vita politica venne dominata dall'accordo fra termidoriani repubblicani e realisti. La repressione anti-giacobina di Parigi dilagò nelle province. Come nella capitale, essa venne grandemente sostenuta dai monarchici, allora in piena riorganizzazione. Fu il periodo del cosiddetto ‘Terrore bianco’: basti ricordare i massacri di un centinaio di giacobini nelle carceri di Lione, i 29 nelle carceri di Aix, i 25 delle carceri di Marsiglia, seguiti dai moltissimi massacrati, il 17 pratile (5 giugno), al Forte Saint-Jean: una carneficina, operata con tiri di cannone a mitraglia.

### La seconda pace di Basilea
Giungevano, infine, buone notizie dal fronte meridionale, con il Moncey che prendeva Vitoria, il 17 luglio, e Bilbao, il 19. Tali vittorie accelerarono la firma, il 22, della seconda pace di Basilea: la Spagna del Godoy cedeva definitivamente l'attuale Haiti, permetteva alla Francia di concentrarsi sul fronte del Reno ed italiano, ma, soprattutto, inaugurava una collaborazione che avrebbe portato a due decenni di sangue.

### La seconda guerra di Vandea
Questo stato di cose venne interrotto dalla ripresa, il 24 giugno, delle operazioni militari in Vandea, per iniziativa dei realisti, che avevano raccolto un'armata di forse 14.000 uomini nella regione di Quiberon: questa seconda guerra vandeana ebbe una durata assai inferiore alla precedente: gli insorti, al comando del Sombreuil, figlio e fratello di ghigliottinati, furono assediati sulla penisola di Quiberon. Qui capitolarono il 21 luglio nelle mani di Hoche, sotto condizione che i suoi uomini avessero salva la vita. Contrariamente a tali condizioni, egli venne giudicato insieme ad altri 16 prigionieri, tutti condannati a morte e giustiziati, il 28 luglio, a Vannes. Dei 952 prigionieri oltre 750 verranno fucilati. 
La ferocia dei convenzionali si spiega in larga parte con la necessità di garantirsi sostegno a sinistra in vista di un possibile scontro con i realisti, che si erano molto rinforzati a Parigi, offrendo alla Convenzione un sostegno vitale alla repressione delle insurrezioni montagnarde del 12 germinale e del 1 pratile.

### La sconfitta dei realisti
Seguì infatti (appena prima dell'approvazione della nuova Costituzione dell’anno III) l'approvazione del Decreto dei due terzi, con il quale la Convenzione, nel timore di una maggioranza monarchica, stabiliva che i due terzi del nuovo Consiglio fossero formati da propri membri. Entrambi furono approvati dalla Convenzione alla vigilia del proprio scioglimento.
Il decreto offrì l'occasione per un tentativo di colpo di mano monarchico, il 13 vendemmiaio (5 ottobre), condotto dalle ben armate sezioni realiste e moderate di Parigi: esso venne represso, davanti alla chiesa di San Rocco, dalle truppe fedeli all'Assemblea, guidate da un giovanissimo generale Buonaparte, ‘scoperto’ dal Barras all'assedio di Tolone.

## La scarcerazione dei giacobini superstiti al 1 pratile
L'insurrezione realista del 13 vendemmiaio (5 ottobre 1795) cambiò, ancora una volta, le carte in tavola: tutti gli arrestati giacobini superstiti vennero allora liberati a seguito di un'amnistia, votata dalla Convenzione il 4 brumaio (16 ottobre), nel suo ultimo giorno di seduta prima dello scioglimento.
Si trattò di una parte del tentativo di riavvicinamento dei termidoriani alla sinistra giacobina: durò appena alcuni mesi, sino alla scoperta della Congiura degli Eguali. Il suo organizzatore, Gracco Babeuf, aveva largamente profittato del rinnovato appeasement dei termidoriani con i giacobini, pubblicando il 30 novembre 1795 il "Manifesto degli Uguali". Il Direttorio non tardò a reagire: Babeuf fuggì, venne arrestato e, il 27 maggio, ghigliottinato.
Seguì una rinnovata tregua tra termidoriani e realisti, che, con diversi soprassalti e colpi di stato, durò sino alla presa del potere da parte del futuro imperatore, Napoleone Bonaparte.